# 鹿瀬駅
鹿瀬駅（かのせえき）は、新潟県東蒲原郡阿賀町鹿瀬にある、東日本旅客鉄道（JR東日本）磐越西線の駅である。
旧・鹿瀬町の中心地にあり、かつては貨物扱いもあった。ホーム長の関係で快速「SLばんえつ物語」も通過となる。当駅から津川駅までの間には地すべり地帯が存在するため、当該区間ではSLばんえつ物語は30 km/h、それ以外は35 km/h制限を受ける。

## 歴史
郡山と新津を結ぶ後に磐越西線となる鉄道は、私鉄の岩越鉄道が免許を受けて郡山側から工事を進めた。しかし、1904年（明治37年）までに喜多方駅までを岩越鉄道が開通させたのち、1906年（明治39年）の鉄道国有法成立を迎え、残りの区間の建設は国有鉄道に引き継がれた。国有化後、岩越線の名称で新潟県側と福島県側の両方から工事が進められ、1914年（大正3年）11月1日に最後の区間となる野沢 - 津川間が開通して全通した。鹿瀬駅はこの最後の開通区間に含まれる駅である。
鹿瀬にはかつて、1739年（元文4年）に発見されたと伝えられる草倉銅山が存在しており、明治時代になると古河財閥の創始者古河市兵衛の手に渡って大発展し、古河財閥の源流企業である古河鉱業の有力鉱山として操業していた。現在の角神温泉付近に当たる。鉱山では700人に及ぶ従業員が働き、小学校、郵便局、請願巡査も置かれるなどの大きな町となっていた。
鹿瀬を通過する岩越線を国有鉄道が建設するにあたり、鹿瀬に駅ができるかどうかは当初は確定していなかった。しかし岩越線が着工する頃に、古河鉱業の副社長を務めていた原敬が内務大臣であったことの影響もあり、鹿瀬に駅が設置されることが決定された。駅は集落を貫いて設置されることになり、10戸の移転が発生したが、その移転費用も半分ほどは古河鉱業が負担したという。ところが、鉄道が開通する頃になると草倉鉱山は衰退・枯渇し、鹿瀬駅が開業した1914年（大正3年）に閉山となって、結局古河鉱業がこの鉄道を利用することはなかった。
その後、1925年（大正14年）から東信電気が阿賀野川において水力発電所の建設を開始し、鹿瀬ダムとその発電所を完成させた。そのために鹿瀬駅から専用線が伸ばされ、盛んに資材輸送が行われた。発電所で発生した電力は、当初は東京に長距離送電を行う計画であったが、発電所の完成した1928年（昭和3年）は昭和金融恐慌の真っ最中であり、そうした電力需要は望めなくなってしまった。そこで東信電気と東京電燈、鈴木商店の共同出資で昭和肥料が設立され鹿瀬工場が建設されて、この電力を用いてカーバイド（炭化カルシウム）から肥料となる石灰窒素を製造するようになった。さらに1936年（昭和11年）には昭和合成が設立されて、昭和肥料からカーバイドの供給を受けてアセトアルデヒドを経て酢酸を生産する工場を隣接地に稼働させた。この両社はのちに昭和電工となる。
この昭和電工鹿瀬工場の稼働により鹿瀬は大きく発展し、町勢も駅の利用客数も工場の稼働と共にするようになった。昭和電工鹿瀬工場の全盛期は1950年代頃であり、工場の従業員は2,500人を数え、駅の乗降客数は1日4,000人を超えた。朝の通勤ラッシュは大混雑となり、列車から降りた人の先頭が駅から約500メートル離れた工場の門にたどり着いているのに、末尾はまだホームに残っているほどであった。貨物も製品の肥料やコークスなど1日約400トンが取り扱われた。さらに製品原料である石灰石は、小花地付近（津川駅よりも西側）で採掘して索道で工場に搬送していたが、1958年（昭和33年）頃から北陸本線青海駅からの貨車輸送に切り替えられた。これにより貨物取り扱いがさらに急増して、1961年（昭和36年）には1日1,100トンを超えるようになった。こうした貨物は、津川方から工場に入る専用線で運ばれた。
肥料である石灰窒素は単価が安く、企業収益への寄与が限られることから、第二次世界大戦後の消費生活の発展に伴って需要が増大していた有機合成化学品の生産に注力するようになった。鹿瀬工場では1959年（昭和34年）に石灰窒素の生産を廃止し、以降有機合成用途の酢酸の生産が中心となった。しかし、石油化学方式が導入可能となり、エチレンを直接酸化してアセトアルデヒドを生産可能になったことから、昭和電工でも山口県徳山市（現在の周南市）に石油化学方式のアセトアルデヒド生産プラントを1965年（昭和40年）に稼働させた。これにより鹿瀬工場では石灰石からカーバイドを経由したアセトアルデヒド生産が中止となり、徳山工場からアセトアルデヒドを輸送しての酢酸製造が中心となった。さらに、鹿瀬工場でアセトアルデヒドを生産する際に阿賀野川に排出されていた廃液に有機水銀が含まれており、阿賀野川河口付近を中心に有機水銀中毒患者が発生する公害病の第二水俣病（新潟水俣病）を引き起こした。こうした産業構造の変化と公害病の打撃により、鹿瀬工場は分社化され鹿瀬電工となり、工場は縮小に転じた。
1980年（昭和55年）時点では工場の従業員は約300人ほどとなり、鹿瀬町の人口は最盛期から半減した。駅の乗降客数も1日800人ほどとなり、貨物は鉱石やコークスなど1日約420トンとなった。1985年（昭和60年）に貨物扱いは廃止され、その後列車交換設備も撤去されて無人駅となった。鹿瀬電工はさらに新潟昭和となり、2019年（令和元年）時点では従業員100人程度となっている。

### 年表
- 1914年（大正3年）11月1日[1]：鉄道院岩越線・野沢駅 - 津川駅間開通の際に開業[3][4]。
- 1984年（昭和59年）
  - 2月1日：荷物の扱いを廃止[4]。
  - 6月6日：深戸鉄橋の旧材を使った記念碑の除幕式を挙行[14]。
- 1985年（昭和60年）3月：専用線発着の貨物列車が廃止される。隣接する昭和電工鹿瀬工場へ専用線が伸びていた。
- 1986年（昭和61年）
  - 10月20日：貨物の取り扱いを廃止[4]。
  - 11月1日：駅員無配置駅となる[15]（簡易委託化）。
- 1987年（昭和62年）4月1日：国鉄分割民営化により、JR東日本の駅となる[4][16]。
- 1991年（平成3年）11月：交換設備を撤去し、棒線化[17]。
- 1995年（平成7年）12月23日：駅舎で物販店開店[18]。

## 駅構造
駅舎（南側）に単式ホーム1面1線を有する地上駅である。以前は島式ホーム1面2線となっていたが、現在は交換設備は撤去されている。
新津駅管理の無人駅。駅舎は待合室のみとなっている。他には、トイレ（水洗式）、自動販売機、公衆電話などがある。

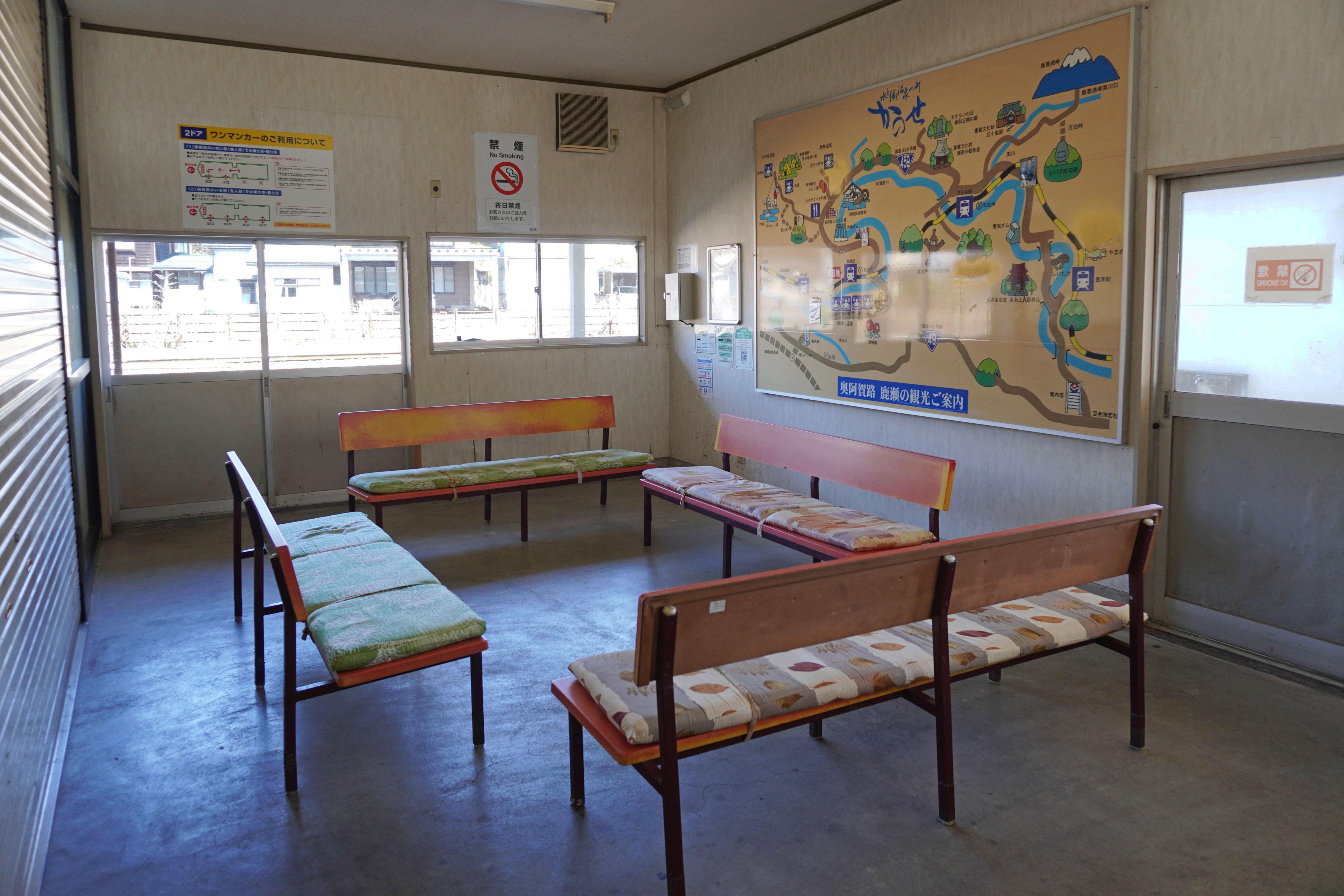
待合室（2023年4月）
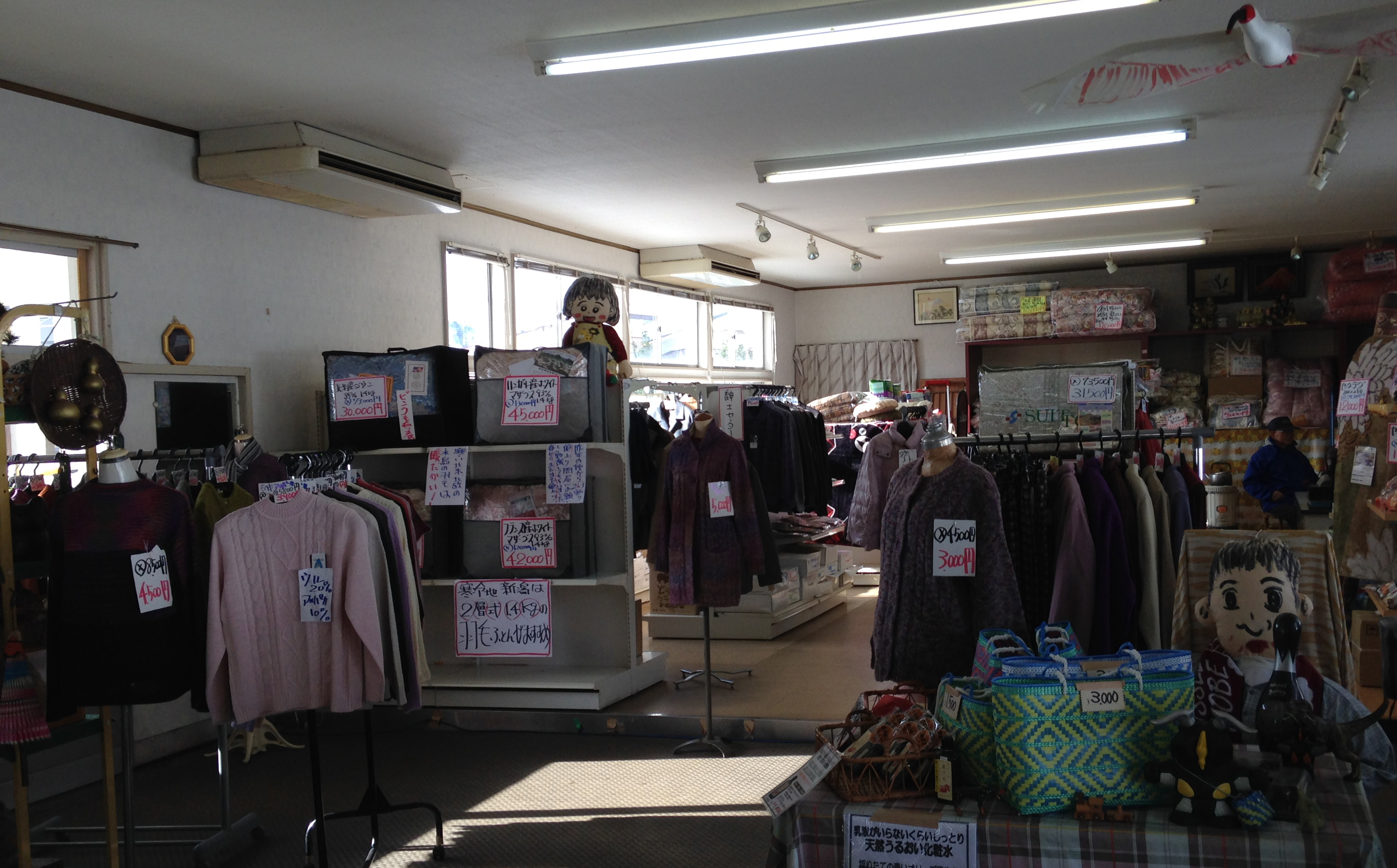
駅内に出店していた高橋ふとん店（2014年1月）
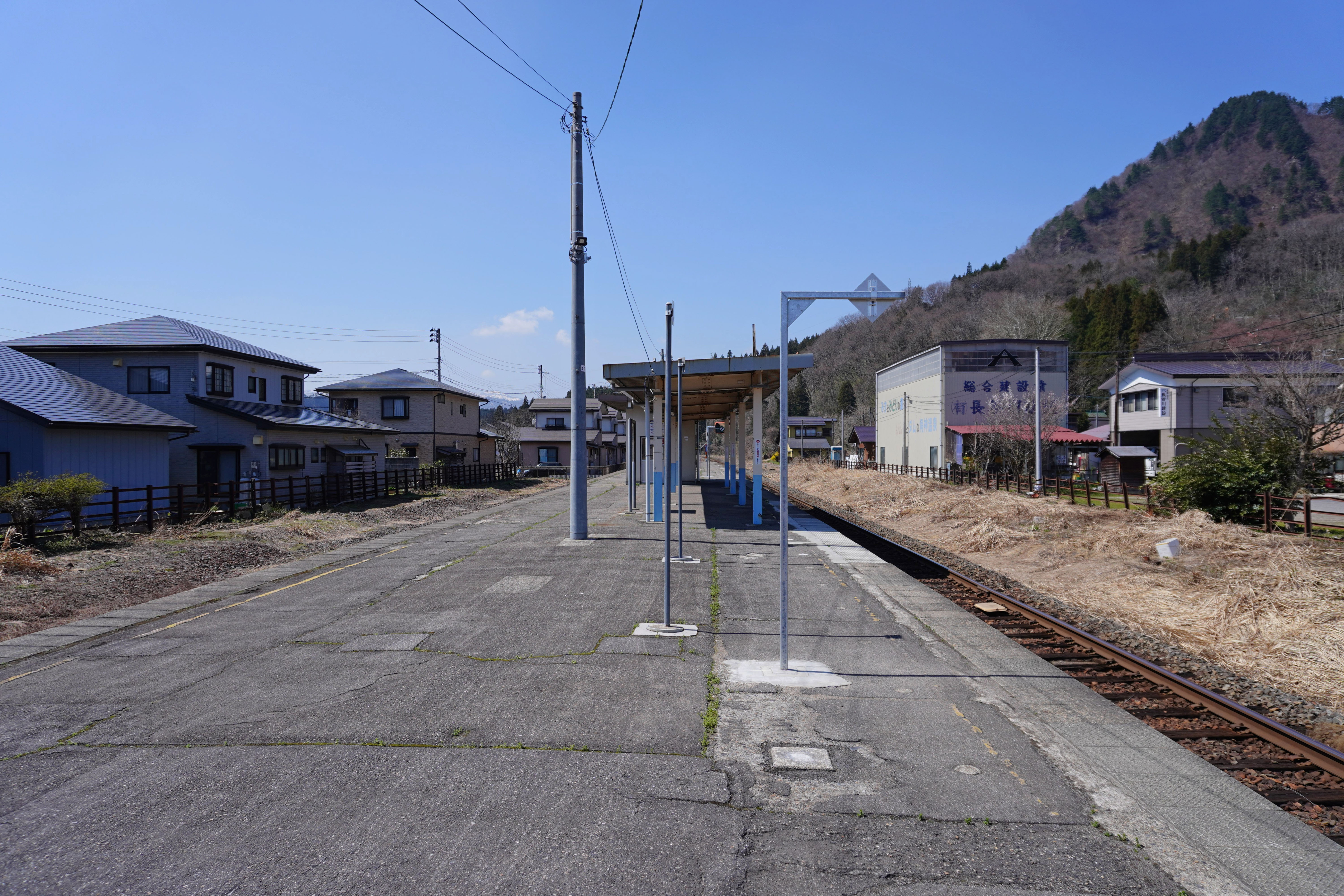
ホーム（2023年4月）
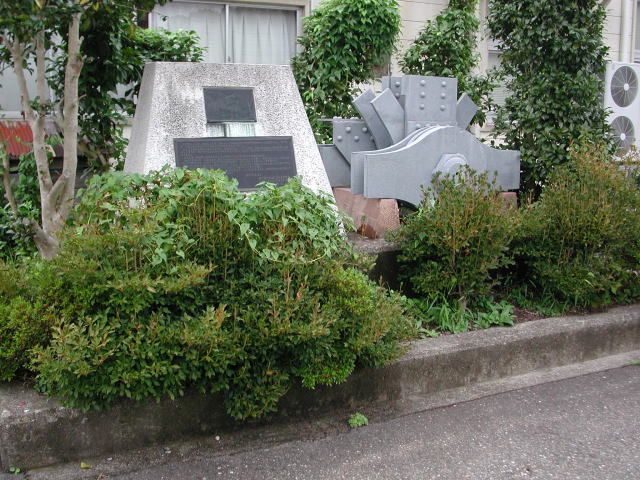
1983年11月20日に架け替えられた阿賀野川深戸橋梁（日出谷 - 鹿瀬間）の初代橋桁の一部が、モニュメントとして展示されている。（2004年9月）

## 駅周辺

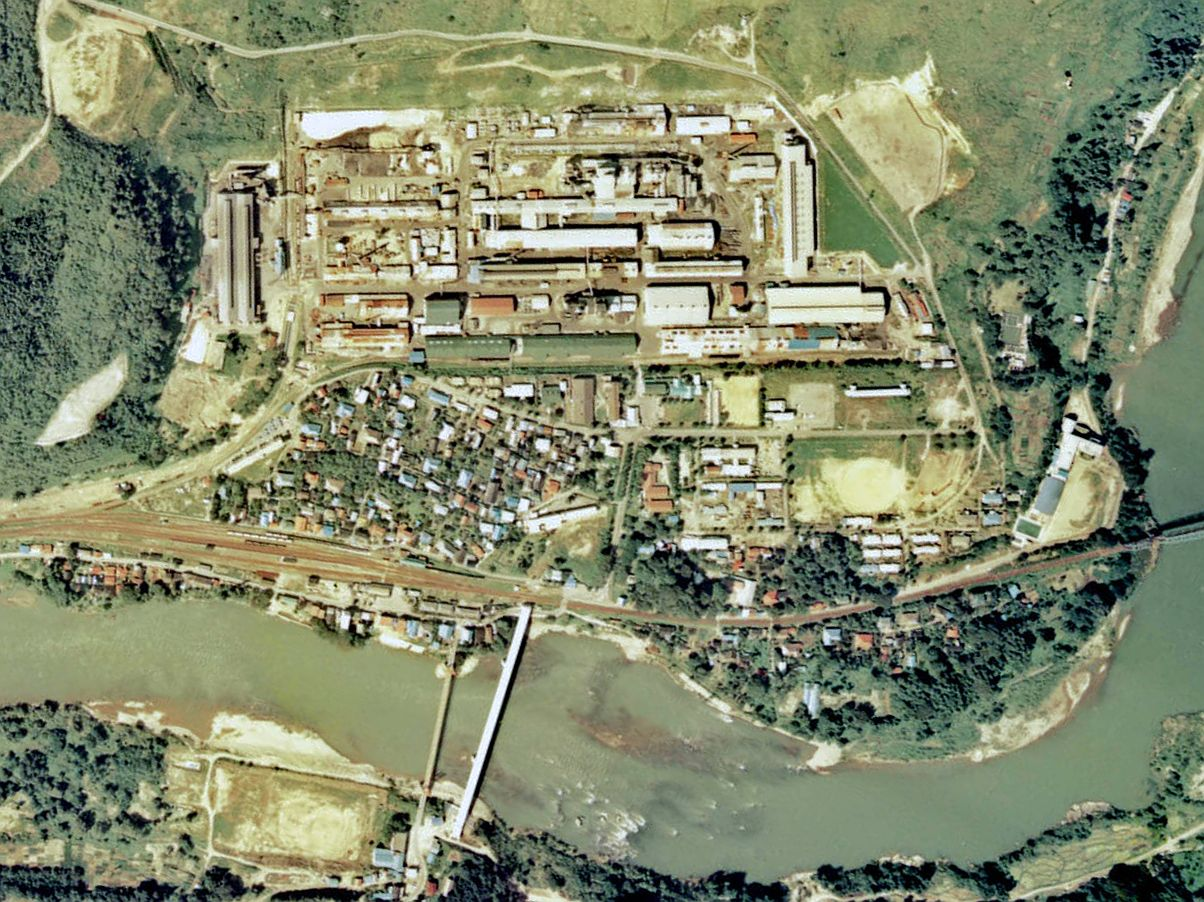
駅周辺の1976年空中写真。

駅前は昭和電工の企業城下町。駅北側の3 kmほど離れた場所（草倉銅山跡地周辺）には角神旅行村やかのせ温泉赤湯、鹿瀬ダム、雪椿園、赤崎山森林公園などがある。
- 新潟昭和（旧・昭和電工）鹿瀬工場
- 新潟県道174号角島鹿瀬線
- 国道459号
- 鹿瀬大橋
- 鹿瀬橋
- 阿賀町役場鹿瀬支所（旧・鹿瀬町役場）
- 鹿瀬郵便局
- 津川警察署鹿瀬駐在所
- 鹿瀬ダム
- かのせ温泉
- 鹿瀬コミュニティバス「電工前」停留所[19]

## 隣の駅
東日本旅客鉄道（JR東日本）
■磐越西線
日出谷駅 - 鹿瀬駅 - 津川駅